# XENIX

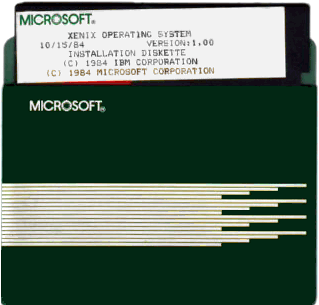
5.25インチフロッピーディスクに収められたMicrosoft Xenix 1.00

XENIX（ジーニックス・ゼニックス）とは、マイクロソフトによって開発されたUNIXである。
1981年の最初の発表時はVersion7ベース、後にSystem III、System Vに追随し、BSD由来の機能も積極的に実装した。AT&Tからライセンスを受けた、世界最初の商業ベースのUNIXでもある。
仮想記憶すらもたない8086、数メガバイトのメモリ、ハードディスク無しという現在では考えられないミニマムな環境で動作することが可能だった。XENIXのライセンス自体も低価格で提供されたため、一万ドル以下でのシステム構築が可能であり、小規模向けUNIXサーバ、ワークステーション、MS-DOSのクロス開発環境、教育、ホビー、機器制御、などの分野で広く利用された。
日本でも、NECが当時国内で主流だった PC-9801用に移植したPC-UXが市販された。この日本語版XENIXは、CUIコンソールにおいて標準で日本語の表示及び入力に対応しているのが特徴である。また富士通のFM-16β（80286モデル）などにも日本語XENIXが提供されている。
当時スーパーマイクロコンピュータと呼ばれたザイログZ8001、モトローラMC68000用のサポートも発表、販売されたが、商業的に成功することはできなかった。そのため、XENIXと言えば1983年にSCOによって8086シリーズに移植、販売されたものを指すのが一般的である。

## その後のXENIX
1984年、マイクロソフトは権利をSCOに移した。これはハイエンドOSとしてのOS/2への注力が決定したためと言われる。ただし、マイクロソフトはビル・ゲイツ自らがSystem V準拠版の提供を発表するなど、その後も高い影響力を持ち続けた。
MS-DOS、およびWindows 95/98/MeのカーネルにはXENIX互換のシステムコールが残されている。
一方のSCOは長らくSCO UNIXブランドで開発、販売を続け、今ではXENIXの面影はなくなったものの、いわゆるPC-UNIXの商業プロダクトの一つとして、OpenServerファミリを市販した。